# الدوري الأردني 2005–06
كان الدوري الأردني 2005-2006 هو الموسم الخامس والخمسين للدوري الأردني الممتاز، وهو دوري الدرجة الأولى لأندية كرة القدم التابعة للاتحاد الأردني. فاز حينها نادي شباب الأردن بالبطولة لأول مرة، بينما هبط كفرسوم وطرد الحسين. شارك ما مجموعه 10 فرق.